# Outrebois
Outrebois è un comune francese di 315 abitanti situato nel dipartimento della Somme nella regione dell'Alta Francia.

## Geografia fisica
Il suo territorio comunale è bagnato dalle acque del fiume Authie.

## Storia

### Simboli
Lo stemma è stato creato nel 2019 e si ispira a quello di Gilles d'Amiens, signore di Outrebois e Canaples, come appare su un sigillo del 1284 allegato ad un documento di conferma di donazioni concesse da Pierre d'Amiens, suo padre. Si tratta del blasone del casato d'Amiens (di rosso, a tre scaglioni di vaio) con il leone come brisura.

## Società

### Evoluzione demografica
Abitanti censiti